# Robert Lee Constable
Robert « Bob » Lee Constable (né le 10 janvier 1942 à Détroit (Michigan))  est professeur d'informatique à l'Université Cornell, aux États-Unis. Il est connu pour son travail sur la connexion entre programmes d'ordinateur et preuves mathématiques, en particulier système NuPR (en). 
Constable a obtenu son Ph. D. en 1968 sous la direction de Stephen Cole Kleene. Il est d'abord instructeur en informatique à l'université du Wisconsin, puis professeur assistant et professeur associé à l'université Cornell (1968-1978) et depuis cette date professeur titulaire. Il a été le fondateur et le premier doyen du département d'informatique de cette université. Lui-même directeur de recherche prolifique, il a supervisé les thèses de doctorat de plus de 40 étudiants, parmi lesquels Ryan Stansifer, Steven Muchnick, Kurt Mehlhorn, Edmund M. Clarke ou Robert Harper. Il est membre de l'Association for Computing Machinery et de l'Association for Symbolic Logic. Il est lauréat du prix Herbrand de la Conference on Automated Deduction (CADE) en 2014.
Constable  a été l'un des directeurs de l'École d'été de Marktoberdorf.

## Sélection de publications
- Robert L. Constable et M. J. O'Donnel, A Programming Logic, Cambridge University Press, 1978.
- Robert L. Constable, S. D. Johnson et C. D. Eichenlaub, An Introduction to the PL/CV2 Programming Logic', Springer-Verlag, coll. « Lecture Notes in Computer Science » (no 135), 1982
- PRL Group, Implementing Mathematics with the Nuprl Proof Development System, Engelwood Cliffs, NJ, Prentice-Hall, 1986.